# Джефри Епстийн
Джефри Едуард Епстийн (на английски: Jeffrey Edward Epstein; 20 януари 1953 в Ню Йорк, САЩ, † 10 август 2019, пак там) е американски финансист, милионер и сексуален престъпник. Роден и израснал в Бруклин, Ню Йорк, той започва професионалния си живот като учител по физика и математика в училище „Далтън“ в Манхатън въпреки липсата на диплома от колеж. След уволнението си навлиза в банковия и финансовия сектор, работейки на различни позиции за Беър Стърнс – глобален финансов конгломерат за ценни книжа; в крайна сметка основава собствена фирма и забогатява. Епстийн създава важни приятелства с известни личности и елитен социален кръг. Доста по-късно става известно, че е извършвал сексуални престъпления в резиденциите си във Флорида, Ню Йорк и на собствения си остров.
През 2005 г. полицията в Палм Бийч, Флорида започва да разследва Епстийн, след като майка съобщава, че той се е възползвал сексуално от 14-годишната ѝ дъщеря. Разследван е от полицията и от федералните власти. Въпреки че федералните следователи идентифицират 36 момичета, някои на възраст 14 години, за които се твърди, че Епстийн е малтретирал сексуално, той е осъден само за набавяне и склоняване на дете към проституция като част от споразумение за признаване на вината, много по-късно признато за невалидно.Епстийн се признава за виновен и е осъден през 2008 г. от щатския съд във Флорида. Излежава почти 13 месеца в ареста, но при леки условия – има възможност за работа извън затвора и ползва други привилегии.
Епстийн е арестуван отново на 6 юли 2019 г. по федерални обвинения за сексуален трафик на непълнолетни във Флорида и Ню Йорк. Той умира в килията си на 10 август 2019 г. Съдебният лекар определя смъртта като самоубийство. Адвокатите му оспорват решението и има значителен обществен скептицизъм относно истинската причина за смъртта му, което води до множество теории на конспирацията. Тъй като смъртта му изключва възможността за повдигане на наказателни обвинения срещу него, съдията прекратява делото на 29 август 2019 г.
Епстийн има десетилетна връзка с британската светска личност Гилейн Максуел, дъщеря на медийния магнат Робърт Максуел. Първоначално тя е извън фокуса на разследванията на Епстийн, но през юли 2020 г. е арестувана по федерални обвинения на САЩ за трафик на сексуални услуги и съучастие да набавя момичета, включително 14-годишно, за сексуално насилие над деца и проституция. През декември 2021 г. е осъдена на 20 години затвор. Епстийн поддържа дългосрочни контакти с високопоставени лица, включително Джордж Дж. Мичъл, Бил Ричардсън, Доналд Тръмп, Лес Уекснър, Бил Клинтън, Алън Дершовиц и принц Андрю, херцог на Йорк.
Поради връзките му Епстийн става основна фигура в множество теории на конспирацията, които твърдят, че не се е самоубил, а е бил ликвидиран от влиятелни личности, за да не излизат наяве връзките им с него. Смъртта му се превръща в мем с хедлайнер „Епстийн не се е самоубил“ (Epstein didn't kill himself).

## Ранен живот
Джефри Епстийн е роден през 1953 г. в квартал Бруклин в Ню Йорк, САЩ. Родителите му Полин Столофски (1918 – 2004) и Сиймор Г. Епстийн (1916 – 1991) са евреи и се женят през 1952 г., малко преди неговото раждане. Полин работи като помощничка в училище и е домакиня. Сиймур работи в Отдел „Паркове и отдих“ в Ню Йорк като пазач и градинар. Джефри има по-малък брат, Марк. Двамата израстват в работническия квартал „Сий Гейт“ в Кони Айлънд, Бруклин.
Епстийн посещава местните държавни училища: първо училище „188“, а след това гимназия „Марк Твен“. През 1967 г. той посещава Националния музикален лагер в Центъра за изкуства в Интерлохен (Мичиган). Започва да свири на пиано на 5 г. През 1969 г. завършва гимназия „Лафайет“ на 16-годишна възраст, след като пропуска два класа. По-късно същата година посещава частния колеж „Купър Юниън“ в Ню Йорк. От септември 1971 г. следва в Института по математически науки „Куран“ към Нюйоркския университет, но го напуска през юни 1974 г., без да се дипломира. 

## Кариера

### Учител
През септември 1974 г. Епстийн започва работа като учител по физика и математика за тийнейджъри в училище „Далтън“ в Горен Ийст Сайд на Манхатън въпреки липсата на сертификати. Известно е, че директорът Доналд Бар прави няколко нетрадиционни назначения.  Не е ясно дали Бар има пряка роля в наемането на Епстийн, тъй като той напуска поста три месеца преди постъпването на Епстийн. Твърди се, че по онова време Епстийн има неподходящо поведение към непълнолетни ученици.  Той се запознава с Алън Грийнбърг, главен изпълнителен директор на Беър Стърнс, чийто син и дъщеря посещават училището. През юни 1976 г. Епстийн е уволнен от Далтън за слаби резултати, но Грийнбърг му предлага работа в Беър Стърнс.

### Борсов агент
Епстийн постъпва в Беър Стърнс през 1976 г. като младши асистент на ниско ниво на борсов агент. Той бързо се издига до търговец на опции, работейки в отдела за специални продукти, а след това съветва най-богатите клиенти на банката относно стратегии за облекчаване на данъците. Джими Кейн, впоследствие главен изпълнителен директор на Беър Стърнс, хвали уменията на Епстийн за работа с богати клиенти и сложни продукти. През 1980 г., четири години след постъпването, Епстийн става младши партньор.
През 1981 г. Епстийн е принуден да напусне Беър Стърнс, тъй като, според неговите клетвени показания, „е нарушил Reg D“ (регламент с правила за регистрация на ценните книжа към Комисията по ценните книжа и борсите на САЩ). Въпреки че Епстийн напуска внезапно, той остава близък с Кейн и Грийнбърг и е клиент на Беър Стърнс до нейния крах през 2008 г.

### Финансов консултант
През август 1981 г. Епстийн основава своя собствена консултантска фирма (Intercontinental Assets Group Inc. (IAG)), която помага на клиентите да възстановят откраднати пари от измамни брокери и адвокати. Той описва работата си по това време като ловец на глави на високо ниво. Казва на приятели, че понякога работи като консултант на цели правителства и много богати личности за възстановяване на присвоени средства, докато в други случаи обратно – работи за клиенти, присвоили средства.  Испанската актриса и наследница Ана Обрегон е такъв негов богат клиент, на когото Епщайн помага през 1982 г. да възстанови милионите загубени инвестиции на баща ѝ, които са изчезнали, когато Дриздейл Гавърнмънт Секюритис фалират поради измама.
По това време Епстийн заявява пред някои хора, че е агент на разузнаването. През 80-те години той притежава австрийски паспорт с негова снимка, но с фалшиво име. Според паспорта живее в Саудитска Арабия. През 2017 г. бивш високопоставен служител на Белия дом съобщава, че Александър Акоста, прокурор за Южния окръг на Флорида, който води наказателното дело на Епстийн през 2008 г., е заявил пред интервюиращите: „Казаха ми, че Епстийн принадлежи към разузнаването и да го оставя на мира“, и че Епстийн е над неговия клас на заплащане.
В този период клиент на Епстийн е саудитецът Аднан Хашоги, посредник при прехвърлянето на американски оръжия от Израел към Иран като част от аферата Иран-Контра през 80-те години. Епстийн познава и други търговци на оръжие. В средата на 80-те години Епстийн пътува многократно между Съединените щати, Европа и Югозападна Азия. В Лондон Епстийн се запознава с американския финансов магнат Стивън Хофенберг, по-късно обвинен в измами.

### Финансова корпорация „Тауърс“
Стивън Хофенберг наема Епстийн през 1987 г. като консултант в своята финансова корпорация „Тауърс" (през 1993 г. разкрита като схема на Понци). Това е колекторска агенция, която изкупува дълговете на хора към болници, банки и телефонни компании. Епстийн работи в офис в Манхатън и получава месечна заплата 25 хил. щатски долара (равняващи се на 60 хил. щатски долара към 2021 г.).
Хофенберг и Епстийн стават корпоративни райдъри (на английски: corporate raiders), използвайки компанията за враждебно изкупуване на дялове. Една от първите задачи на Епстийн е опит за поглъщане на американската авиокомпания Пан Ам през 1987 г., останал неуспешен. Също така неуспешен през 1988 г. е опитът за поглъщане на Емъри Еър Фрайт Корп за товарни въздушни превози. В този период Хофенберг и Епстийн работят в тясно сътрудничество и пътуват навсякъде с частния самолет на Хофенберг.
През 1993 г. става ясно, че „Тауърс“ е една от най-големите схеми на Понци в американската история и компанията фалира. Инвеститорите губят над 450 млн. щатски долара (равняващи се на 844 млн. и 126 хил. долара през 2021 г.). В съдебните документи Хофенберг твърди, че Епстийн е бил наясно със схемата, но Епстийн е напуснал компанията към 1989 г. и никога не е обвинен за участие в масовата измама с ценни книжа. Не е известно дали той е придобил откраднати средства от схемата с „Тауърс“.

### Собствена финансова компания
През 1988 г., докато Епстийн все още работи за Хофенберг, той основава своя фирма за финансов мениджмънт (J. Epstein & Company). Според него целта е да управлява активите на богати клиенти – с над 1 млрд. щатски долара състояние – но според други той не е подбирал клиентите.
Единственият публично известен милиардер, негов клиент, е Лесли Уекснър, председател и главен изпълнителен директор на L Brands (бивша The Limited, Inc.) и Викторияс Сикрет. Епстийн се запознава с Уекснър още ррез 1986 г. в Палм Бийч, Флорида чрез общи познати. Година по-късно Епстийн става финансов съветник на Уекснър и дори негова дясна ръка. В рамките на година той успява да подреди заплетените му финанси . През юли 1991 г. Уекснър му дава генерално пълномощно, което позволява на Епстийн от името на Уекснър да наема хора, да подписва чекове, да купува и продава имоти, да заема пари и други дейности.В периода 1991 – 2006 Епстийн взема участие в разпореждането с активи на Уекснър на стойност над 1,3 милиарда долара
Към 1995 г. Епстийн е директор на две фондации на Уекснър и президент на Уекснърс Пропърти, която застроява части от Ню Олбъни в близост до столицата на Охайо Кълъмбъс. Епстийн печели милиони, като управлява финансовите дела на милиардера. Къщата му в Ню Йорк също е предишно притежание на Уекснър. Въпреки че никога не е бил наеман от L Brands, той често контактува с ръководителите на компанията, посещава модните ревюта на Викторияс Сикрет и кани моделите в дома си в Ню Йорк, като им обещава да получат работа в компанията.
През 1996 г. Епстийн променя името на фирмата си на Financial Trust Company, мести седалището ѝ на остров Сейнт Томас, Американските Вирджински острови и я прави офшорна компания. В същото време островите остават част от банковата система на САЩ. По този начин успява да намали федералните подоходни данъци с 90%.

### Liquid Funding Ltd
Между 2000 и 2007 г. Епстийн е президент на Liquid Funding Ltd..  Компанията е пионер в областта на репо пазара на ценни книжа. Иновацията на Liquid Funding Ltd и други подобни компании е, че освен с акции и облигации работи с търговски и жилищни ипотеки, групирани в сложни ипотечни облигации.
Liquid Funding Ltd първоначално е 40% собственост на Беър Стърнс. С помощта на агенциите за кредитен рейтинг Стандарт енд Пуърс, Фитч Рейтингс и Мудис Инвестърс Сървис новите пакети ценни книжа успяват да получат „златен“ рейтинг AAA. Именно сривът на такива сложни ценни книжа, поради неточните им рейтинги, довежда до колапса на Беър Стърнс през март 2008 г. и поставя началото на световната финансова криза от 2007 – 2008 г. и последвалата рецесия.

### Ивестиции

#### Хедж фондове
Между 2002 и 2005 г. Епстийн инвестира 80 млн. долара във Фонда за специални възможности DB Zwirn (DB Zwirn Special Opportunities Fund) – хедж фонд, който инвестира в неликвидни дългови ценни книжа. През ноември 2006 г. той се опитва да изкупи инвестицията си, след като узнава за счетоводни нередности във фонда. По това време инвестицията му е нараснала до 140 млн. долара. Фондът DB Zwirn отказва да изплати инвестицията. Фондът е затворен през 2008 г., а останалите му активи, възлизащи на около 2 млрд. долара, включително инвестицията на Епстийн, са прехвърлени на Fortress Investment Group през 2009 г. По-късно Епстийн опитва арбитраж по повод на опита си за обратно изкупуване, резултатът от този арбитраж не е публично известен.
През август 2006 г. (месец след началото на федералното разследване срещу него), Епстийн инвестира 57 млн. долара в хедж фонд на Беър Стърнс. Този фонд е с голям ливъридж в дългови облигации, обезпечени с ипотека (на английски: Collateralized debt obligation, CDO).
На 18 април 2007 г. инвеститор с 57 милиона във фонда заявява изкупуване на инвестицията си По това време фондът има съотношение на ливъридж 17:1, което означава, че за всеки инвестиран долар има 17 долара заети средства; следователно обратното изкупуване на тази инвестиция би било еквивалентно на изваждане на 1 млрд. долара от съответния пазар. Продажбата на CDO активи за посрещане на обратното изкупуване през април отключва процес на преоценка и общо замразяване на CDO пазара, което в крайна сметка причинява колапса на фонда през юли и крайния колапс на Беър Стърнс през март 2008 г. Вероятно Епстийн губи по-голямата част от тази инвестиция.
Според в. „Маями Хералд“ Епстийн е ключов свидетел в разследването на мениджъри на фалиралия хедж фонд „Беър Стърнс“ от юни 2008 г. Един от адвокатите на Епстийн във Флорида е Алън Дершовиц и той твърди пред „Фокс Бизнес Нетуърк“, че не знае нищо за това.

#### Израелски стартъп
През април 2008 г. Епстийн пътува до Израел, посещава различни израелски военни бази и се среща с научни работници. По време на това пътуване той мисли да остане в Израел, за да избегне съдебен процес и евентуален затвор по обвиненията, пред които е изправен, обаче избира да се върне в Съединените щати.
През 2015 г. Епстийн инвестира в стартъпа Reporty Homeland Security (ребрандиран на Carbyne през 2018 г.) Стартъпът е свързан с отбранителната индустрия на Израел и е ръководен от бившия израелски министър-председател Ехуд Барак, който по едно време е министър на отбраната и началник-щаб на Израелските отбранителни сили (IDF). Главен изпълнителен директор на компанията е Амир Елихай, офицер от специалните части, а Пинхас Бухрис, който е директор на компанията, е по едно време Генерален директор на Министерството на отбраната и командир на киберотряд 8200 на IDF. Епстийн и Барак са близки и Епстийн често му предлага квартира в един от апартаментите си в Манхатън.

## Съдебни производства

### Първо наказателно дело

#### Първоначално разследване (2005 – 2006 г.)
През март 2005 г. жена се свързва с полицейското управление на Флорида в Палм Бийч и твърди, че нейната 14-годишна доведена дъщеря била отведена в имението на Епстийн от по-голямо момиче. По думите ѝ са ѝ платили 300 долара, за да съблече и масажира Епстийн. Тя се съблякла, но избягала по бельо.
Полицията в Палм Бийч започва 13-месечно разследване на Епстийн, включително претърсване на дома му.
 По време на разследването началникът на полицията в Палм Бийч Майкъл Райтър публично обвинява държавния прокурор на Окръг Палм Бийч, Бари Кришър, че е твърде снизходителен и се обръща за към помощ ФБР.
Разпитите на пет предполагаеми жертви и 17 свидетели под клетва, както и намерени предмети в боклука и дома на Епстийн, показват, че някои от замесените момичета са били под 18 г., като най-младата е била на 14 г., а много са били под 16 г. Полицейски обиск на дома на Епстийн открива две скрити камери и голям брой снимки на момичета, някои от които са разпитани в хода на разследването. Съобщава се, че Адриана Рос, бивш модел от Полша, след това асистентка на Епстийн, е премахнала компютърни устройства и друго електронно оборудване от имението във Флорида, преди полицията в Палм Бийч да го претърси. Според бивш служител Епстийн е получавал масажи три пъти на ден. В крайна сметка ФБР съставя доклади за 34 потвърдени непълнолетни, отговарящи на условията за компенсация (броят нараства до 40 в споразумението за ненаказателно преследване), чиито твърдения за сексуално насилие от страна на Епстийн включват потвърждаващи подробности. Разкрития от 2018 г. на Джули Браун в „Маями Хералд“ идентифицират около 80 жертви и локализират около 60 от тях. Цитиран е началникът на полицията Райтер: „Това бяха над 50 души и всички разказваха една и съща история.“ Подробностите от разследването включват твърдение, че 12-годишни тризначки са докарани от Франция за рождения ден на Епстийн и върнати обратно на следващия ден, след като финансистът ги е експлоатира сексуално. Твърди се, че млади момичета са били набирани от Бразилия и други страни от Южна Америка, бившите социалистически страни и Европа и че агенцията за модели на Жан-Люк Брунел „MC2“ също е доставяла момичета на Епстийн.
През май 2006 г. полицията в Палм Бийч прави постъпки Епстийн да бъде предаден на съд по четири обвинения за незаконен секс с малолетни и едно обвинение за сексуално насилие. На 27 юли 2006 г. Епстийн е арестуван по 2 обвинения: склоняване на непълнолетна за проституция и склоняване към проституиране. Той е задържан и по-късно освободен срещу гаранция от 3000 долара. Държавният прокурор Кришър свиква голямото жури на окръг Палм Бийч, което обикновено се прави само при углавни дела. Представени са доказателства от само две жертви и голямото жури връща едно обвинение за престъплението „склоняване към проституиране“, по което Епстийн пледира „невинен“ през август 2006 г. 
Адвокатите на Епстийн включват Рой Блек, Джералд Лефкорт, професор Алън Дершовиц от Юридическия факултет на Харвардския университет и бившия генерален адвокат на САЩ Кенет Стар.

#### Споразумение за ненаказателно преследване (2006 – 2008 г.)
През юли 2006 г. ФБР започва собствено разследване на Епстийн, което през юни 2007 г. довежда до обвинителен акт от 53 страници с описание на престъпленията на Епстийн. Той е получавал масаж от 36 непълнолетни момичета. Тяхната самоличност е установена, има и 14 годишна, и Епстийн е знаел. Няколко са изнасилени. Получавали са пари за услугите си, а набирането на нови момичета е ставало като всяка е водела приятелки и познати.
 Александър Акоста, тогавашният прокурор на САЩ за Южния окръг на Флорида, се съгласява на споразумение за ненаказателно преследване (Non-prosecution agreement), което предлага Алън Дершовиц. Срещу признаване на вината прокуратурата се ангажира да предостави на Епстийн имунитет от всички федерални обвинения, заедно с четирима посочени съучастници и всеки друг неназован потенциален съучастник. Според в. „Маями Хералд“ споразумението за ненаказателно преследване по същество прекратява текущото разследване на ФБР за това дали е имало други жертви и други влиятелни хора, участвали в сексуалните престъпления на Епстийн. Разследването и обвинителният акт са засекретени. Вестникът казва: „Акоста се съгласи, въпреки че федералният закон постановява противното, споразумението да бъде скрито от жертвите“.
Много по-късно се установява, че като са скрили споразумението, прокурорите са нарушили правата на жертвите и вместо това са ги призовали да имат търпение.
Според вътрешна проверка, извършена от Министерството на правосъдието, публикувана през ноември 2020 г., Акоста е показал „лоша преценка“, като е предоставил на Епстийн споразумение за ненаказателно преследване и не е уведомил предполагаемите негови жертви за него.

#### Присъда (2008 – 2011 г.)
На 30 юни 2008 г. Епстийн се признава за виновен по едно обвинение: за склоняване на момиче под 18 години към проституция и е осъден на 18 месеца затвор. Докато повечето осъдени за сексуални престъпления във Флорида са изпращани в главния щатски затвор, Епстийн е настанен в частно крило и се ползва с привилегии. Вратата на килията на Епстийн е оставена отключена и той има достъп до стаята на адвоката, където е инсталиран телевизор. След 3,5 месеца му е позволено да напуска затвора за да работи до 12 часа на ден. Това е против възприетата политика сексуалните престъпници да не могат да ползват привилегията за работа и против изискването да изтичане на присъдата да остават не повече от 10 месеца. Позволено му е да влиза и излиза извън определените часове и да ползва автомобил с шофьор, както и да наеме собствен психолог. Работи в офиса на фондация Florida Science Foundation, която е създал преди да влезе в затвора; след като излежава присъдата си, той я закрива. Офисът му е наблюдаван от сътрудници на шерифа (permit deputies) в цивилни дрехи, чийто извънреден труд е плащан от Епстийн. Службата на шерифа получава 128 000 долара от Florida Science Foundation за разходите за допълнителна охрана, докато той работи.
Епстийн излежава почти 13 месеца и е освободен на 22 юли 2009 г. Следва регистрация като сексуален нарушител и една година пробация под домашен арест до август 2010 г. Въпреки това в този период му са разрешени многобройни пътувания с корпоративния му самолет до Ню Йорк и Американските Вирджински острови. Позволяват му дълги обиколки по магазините и разходки из Палм Бийч за раздвижване.
Епстийн е регистриран като сексуален нарушител от „трето ниво“ (висок риск от повторно престъпление) в Ню Йорк през 2010 г. Макар че през януари 2011 г. обжалва регистрацията си в съда и иска нивото на нарушение да бъде намалено до нискорисковото „първо ниво“, тя остава непроменена. Въпреки заявлението на адвоката, че постоянният адрес на Епстийн е на Американските Вирджински острови, съдията потвърждава, че той лично трябва да се явява в полицията на Ню Йорк на всеки 90 дни. Въпреки това полицейското управление на Ню Йорк никога не му налага 90-дневния регламент (неспазването му е углавно престъпление).

#### Реакции
Споразумението и снизходителното отношение към Епстийн са обект на продължаващ обществен спор. Началникът на полицията в Палм Бийч обвинява държавата, че го третира с преференции , а в. „Маями Хералд“ казва, че прокурор Акоста е дал на Епстийн „сделката на живота му“. След ареста на Епстийн през юли 2019 г. Акоста, вече министър на труда, подава оставка.
След като обвиненията към Епстийн стават публични, лица и институции връщат даренията му. Сред тях са Елиът Спитцър, Бил Ричардсън и Полицейското управление в Палм Бийч. Харвардският университет заявява, че няма да върне парите. Различни благотворителни дарения, които Епстийн е направил за финансиране на образованието на децата, също са поставени под въпрос.
На 18 юни 2010 г. Алфредо Родригес, бивш домоуправител на Епстийн, е осъден на 18 месеца затвор по обвинение за възпрепятстване на правосъдието, защото не е предал на полицията дневник, в който е записвал дейностите на Епстийн, а впоследствие се е опитал да го продаде. Специалният агент на ФБР Кристина Прайър го преглежда и твърди, че тази информация „би била изключително полезна при разследването и делото, включително имената и информацията за контакт на важни свидетели и допълнителни жертви“.
Потърпевшите жертви завеждат срещу Епстийн редица граждански дела.

### Второ наказателно дело
През 2015 г. Вирджиния Джуфре подава клетвена декларация във федералния съд във Флорида с обвинения срещу Гилейн Максуел, че я е наела да задоволява сексуалните нужди на Епстийн и негови приятели. Тя завежда наказателни и граждански дела срещу Епстийн и Максуел и призовава обществеността за справедливост и осведоменост. Това отприщва вълна от обвинения и от други потърпевши и привлича отново вниманието към Епстийн и неудовлетворението на жертвите от споразумението по първото дело. Федералната прокуратура възобновява разследването срещу него.

#### Обвинения за сексуален трафик
На 6 юли 2019 г. Епстийн е арестуван от Специалната група за престъпления срещу деца на ФБР към Нюйоркската полиция на летище Титърбъроу в Ню Джърси по обвинения в сексуален трафик. Той е затворен в Метрополния изправителен център в Ню Йорк.
Според свидетели в деня на ареста му около дузина агенти на ФБР разбиват вратата на къщата му в Манхатън със заповед за обиск. Претърсването открива доказателства за сексуален трафик и намира „стотици, а може би и хиляди сексуални снимки на напълно или частично голи жени“. Потвърдено е, че някои от снимките са на непълнолетни момичета. В заключен сейф са открити компакт дискове с ръкописни етикети като: „Млада [Име] + [Име]“, „Разни голи 1“ и „Снимки на голи момичета“. Освен това в сейфа са открити 70 000 долара в брой, 48 диаманта и фалшив австрийски паспорт, изтекъл през 1987 г., със снимка на Епстийн, но с друго име. Паспортът има множество входни и изходни печати, включително печати от Франция, Испания, Обединеното кралство и Саудитска Арабия през 80-те години. Паспортът показва, че постоянният му адрес е в Саудитска Арабия. Според адвокатите му Епстийн е бил посъветван да се снабди с паспорта, защото „като заможен член на еврейската вяра“ е бил под риск да бъде отвлечен, докато пътува в чужбина.
На 8 юли прокурорите от Отдела за борба с обществената корупция на Южния окръг на Ню Йорк го обвиняват в сексуален трафик и съучастие в трафик на непълнолетни за секс. Обвинителният акт на голямото жури твърди, че десетки непълнолетни момичета са били довеждани в имението на Епстийн за сексуални контакти.  Съдия Кенет Мара трябва да реши дали споразумението за ненаказателно преследване, което защитава Епстийн от по-сериозните обвинения, трябва да остане в сила.
Епстийн поисква да бъде освободен срещу гаранция, като предлага да плати 100 млн. долара с условието, че ще се подложи и на домашен арест в къщата си в Ню Йорк. Окръжен съдия Ричард М. Бърман отхвърля иска на 18 юли, като казва, че Епстийн представлява опасност за обществото и има сериозен риск от негово бягство, за да избегне съдебно преследване.
На 29 август 2019 г., след смъртта на Епстийн 10 дни преди това, делото срещу Епстийн е прекратено. Той обаче изразява и подкрепа към обвинителите на Епстийн. Прокурорите възразяват срещу решението и заявяват, че ще продължат разследването срещу потенциални съучастници.

### Разследване във Франция
На 23 август 2019 г. прокуратурата в Париж, Франция, започва предварително разследване срещу Епстийн. Той е разследван за изнасилване и сексуално насилие над малолетни и ненавършили 15 години, престъпно сдружаване с цел извършване на престъпления и сдружаване с криминално проявени лица с цел извършване на престъпления. Прокурорите казват, че целта на разследването е да се открият възможни престъпления, извършени във Франция и другаде срещу френски граждани.

## Личен живот

### Сантиментални връзки
Шведската физичка и мис Швеция 1980 г. Ева Андерсон-Дъбин е някогашна приятелка на Епстийн за период от 11 години през 1980-те години, и двамата по-късно остават приятели дълго след брака ѝ с милиардера Глен Дъбин.
Най-трайна връзка Епстийн има с издателската наследница Гилейн Максуел, дъщеря на опозорения медиен магнат Робърт Максуел. Епстийн среща Гилейн през 1991 г. и я кани да дойде в САЩ, за да се възстанови от мъката след смъртта на баща си. Те живеят заедно дълги години и в статията на сп. „Венити Феър“ от 2003 г. Епстийн нарича Максуел „моята най-добра приятелка“.. Максуел е посочена от няколко от обвинителите на Епстийн като отговорна за набавянето или вербуването на непълнолетни момичета. В показания от 2009 г. няколко от служителите в домакинството на Епстийн свидетелстват, че Максуел е играла централна роля както в обществения, така и в личния му живот, наричайки я „главната му приятелка“. Тя се е занимавала с наемането, надзора и уволнението на персонала от около 1992 г. През 1995 г. Епстийн преименува една от своите компании на Корпорация „Гилейн“ в Палм Бийч, Флорида; компанията е прекратена през 1998 г. През 2000 г. Максуел се мести в голяма градска къща в Ню Йорк недалеч от къщата на Епстийн. Тя е купена за 4,95 млн. долара от анонимно дружество с ограничена отговорност, с адрес, който съвпада с офиса на Дж. Епстийн & Co. Представител на купувача е Дарън Индик, дългогодишен адвокат на Епстийн.

### Приятелски кръг
Епстийн създава важни приятелства с известни личности и е част от елитен социален кръг. Той притежава частен самолет Боинг 727 и пътува с него често, регистрирайки 600 летателни часа годишно, обикновено с гости на борда. Самолетът е наречен Лолита Експрес от местните жители на Американските Вирджински острови заради честите пристигания на частния му остров Литъл Сейнт Джеймс с очевидно непълнолетни момичета.
Епстийн е дългогодишен познат на принц Андрю и Том Барак и посещава партита с много видни личности, включително Бил Клинтън, Джордж Стефанопулос, Доналд Тръмп, Кейти Курик, Уди Алън и Харви Уайнстийн. Неговите контакти включват Рупърт Мърдок, Майкъл Блумбърг, Ричард Брансън, Майкъл Джексън, Алек Болдуин и сем. Кенеди, израелския премиер Ехуд Барак, британския премиер Тони Блеър и престолонаследника на Саудитска Арабия Мохамед бин Салман. И Клинтън, и Тръмп твърдят, че никога не са посещавали острова на Епстийн.
През 2002 г. говорител на Бил Клинтън хвали Епстийн като „отдаден филантроп“ с „прозрения и щедрост“. По това време Епстийн е в борда на Рокфелеровия университет, член на Тристранната комисия и Съвета за международни отношения и е основен дарител на Харвардския университет.
Има четири известни случая, когато Епстийн посещава Белия дом, докато Клинтън е президент. През 1995 г. Епстийн присъства на малка политическа вечеря за набиране на средства за Бил Клинтън, която включва 14 души, включително Рон Перелман, Дон Джонсън, Джими Бъфет и организатора на вечерята Пол Проспери.
От 1990-те до средата на 2000-те г. Епстийн често общува с бъдещия президент Доналд Тръмп. Майкъл Волф пише, че Тръмп, Епстийн и Том Барак по онова време са „отбор мускетари на нощния живот“ на социалната сцена. Епстийн и Тръмп общуват както в Ню Йорк, така и в Палм Бийч, където и двамата имат имоти. Според в. „Вашингтън Поуст“ човек, който познава Епстийн и Тръмп, отбелязва, че „те са били близки“ и „подкрепящи се един друг“. През ноември 2004 г. приятелството им се разстройва поради спор за имението Мезон дьо Л'Амити, обявено на търг в Палм Бийч. Тръмп печели търга за 41 млн. долара и четири години по-късно успешно продава имота за 95 млн. долара на руския милиардер Дмитрий Риболовлев. Тогава Епстийн и Тръмп контакуват за последно.
Епстийн е свързан с бившия главен стратег на Тръмп Стив Банън. Според Майкъл Волф Банън и Епстийн се запознават през декември 2017 г. Банън се среща няколко пъти с Епстийн в дома му в Ню Йорк. Според Волф Банън подготвя Епстийн за интервю за новинарското телевизионно предаване на Си Би Ес „60 минути", което обаче не се реализира. „Ню Йорк Таймс“ съобщава, че контактът на Бил Гейтс с Джефри Епстийн започва през 2011 г., няколко години след присъдата на Епстийн, и продължава няколко години. През август 2021 г. Гейтс обяснява, че се е надявал Епстийн да осигури пари за филантропия, но идеята не се реализира. Гейтс добавя: „Беше огромна грешка да бъда с него, да го легитимирам.“ 

### Състояние
Въпреки разпространеното схващане, че Епстийн е милиардер, няма доказателства за това. Според списание New York, когато той се признава за виновен във Флорида през 2008 г, адвокатите му твърдят, че е милиардер с активи над 1 милиард.
Журналисти от Форбс изучават бизнеса на Епстийн през 2004 – 2005 г. и според техни източници той не е милиардер . Според New York Times състоянието му е по-скоро илюзорно. По време на финансовата криза от 2008 той губи много средства, а след осъждането му през същата година приятелите и покровителят му Уекснър го изоставят. Адвокатът на три от потърпевшите жертви Спенсър Кувин заявява, че той и неговият екип са опитали да изяснят състоянието на Епстийн, но установяват само, че значителна част от богатството му е в офшорни компании.
На 12 юли 2019 г. федералните прокурори заявяват, че Джефри Епстийн е много богат („extravagantly wealthy“), притежава активи от не по-малко от 500 милиона и печели годишно около 10 милиона. Точното му богатство обаче е неизвестно, тъй като той не попълва необходимата декларация за финансово състояние.
В завещанието, подписано от него два дни преди смъртта му, той оставя активи на стойност 577 милиона долара, с които да се разпорежда частен тръст.

### Резиденции
Къщата на Епстийн в Нюю Йорк в Горен Ийст сайд, Манхатън, е известна като Herbert N. Straus House. По общо мнение, това е най-голямата частна резиденция в Ню Йорк с площ около 1900 м², оценена между $56 и $77 млн. Освен нея има къща в Палм Бийч ($12,4 млн), ранчо в Ню Мексико с площ над 3000 хектара ($12 млн), апартамент в Париж ($4 млн) и два острова от Американските Виржински острови, Литъл Сейнт Джеймс ($8 млн) и разположения наблизо Грейт Сейнт Джеймс ($18 млн).

### Видеонаблюдение
При следствието се разкрива, че на много места в имотите си Епстийн има скрити камери, за да записва секс с непълнолетни момичета за престъпни цели като изнудване на видни личности. Гилейн Максуел казва на приятел, че частният му остров Литъл Сейнт Джеймс е напълно видео окабелен и приятелят смята, че Максуел и Епстийн записват всички на видео като застраховка. Когато полицията нахлува в резиденцията на Епстийн в Палм Бийч през 2006 г., открива два скрити стенопеични фотоапарата. Къщата на Епстийн в Ню Йорк също е напълно окабелена със система за видеонаблюдение.Мария Фармър, художничка, работила за Епстийн през 1996 г., свидетелства, че той ѝ е показал медийна стая с хора, които наблюдават скрити камери, разположени в цялата къща. В медийната зала се влизало през тайна врата. Тя твърди, че: „... там седяха мъже. И погледнах към камерите и видях тоалетна, тоалетна, легло, легло, тоалетна, легло. ...Беше много очевидно, че те наблюдаваха интимни моменти“.
Твърди се, че Епстийн е заемал момичета на влиятелни хора, за да се сприятели с тях и за да получи материал за възможно изнудване. Според Министерството на правосъдието той е съхранявал в сейфа си компактдискове с ръкописни етикети, с описание: „младата [име] + [име]“. Когато през 2018 г. споделя неофициално с репортер на в. „Ню Йорк Таймс“, Епстийн намеква, че разполага с материали за изнудване, има компромати за влиятелни хора, включително за техните сексуални наклонности и употреба на наркотици.

## Смърт
В 1:30 часа сутринта на 23 юли Епстийн е открит ранен и в полусъзнание на пода на килията си, с белези около врата.Съмненията за нападението падат върху неговия съкилийник Никълъс Тарталионе, бивш полицай от Ню Йорк, който очаква съдебен процес по четири обвинения в убийство. Той отрича да знае нещо. Персоналът на затвора подозира опит за самоубийство, но Епстийн твърди, че е бил нападнат от съкилийника си. След този инцидент той е поставен под наблюдение за самоубийство. Шест дни по-късно, наблюдението е свалено и Епстийн е поставен в специална килия с друг затворник. Близки негови сътрудници казват, че той е в добро настроение.
Затворът информира Министерството на правосъдието, че Епстийн ще има съкилийник и че пазач ще оглежда килията на всеки 30 минути. Тази процедура обаче не е спазена в нощта на 9 август 2019 г., когато съкилийникът му е преместен, но никой не заема мястото му. По-късно вечерта, противно на нормалната процедура в затвора, Епстийн не е проверяван на всеки 30 минути. Двамата дежурни пазачи заспиват и не го проверяват около три часа; те фалшифицират свързаните с това видеозаписи. Двете камери пред килията на Епстийн също не записват тази нощ.
В 6:30 часа сутринта на 10 август 2019 г. Епстийн е намерен мъртъв в килията си в Метрополния изправителен център (MCC) в Ню Йорк Бюрото на затворите казва, че са предприети животоспасяващи мерки веднага след откриването на тялото му. Извикани са екипи на Спешна помощ и той е откаран в болница. На 10 август 2019 г. Бюрото на затворите и главният прокурор на САЩ Уилям Бар определят смъртта като очевидно самоубийство, въпреки че не е взето окончателно решение. Обстоятелствата, довели до смъртта му, се разследват от Министерството на правосъдието.

### Аутопсия
На 11 август 2019 г. е извършена аутопсия. Изглежда вероятно Епстийн да се е хвърлил със сила от горното легло на килията, което би обяснило нараняванията, които са различни от удушването. Предварителните резултати от аутопсията показват множество счупвания на костите на врата. Сред тях е подезичната кост. Такива счупвания на тази кост могат да възникнат при обесване, но са по-чести при жертвите на убийство чрез удушване. Счупванията на подезичните кости стават по-чести с възрастта, тъй като костите стават по-чупливи. Съдебният патолог Сирил Вехт отбеляза, че обесването чрез накланяне напред няма да доведе до счупване на шийните кости.
На 16 август 2019 г. Барбара Сампсън, съдебен лекар, определя смъртта на Епстийн като самоубийство чрез обесване. Според защитника на Епстийн съдебният лекар е видял едва 9 мин запис от една охранителна камера, за да ѝ помогне да стигне до заключението си. Адвокатите на защитата на Епстийн не са доволни от заключението на съдебния лекар и провеждат собствено независимо разследване на смъртта му, включително предприемат правни действия за преглед на основния запис на камерата до килията през нощта на смъртта му. Според адвокатите доказателствата са много по-отговарящи на убийство, отколкото на самоубийство. Майкъл Баден, независим патолог, нает от тръста на Епстийн, наблюдава аутопсията. През октомври 2019 г. той съобщава, че г-н Епстийн, на 66 години, е получил редица наранявания, сред които счупена кост на врата, които „са изключително необичайни при самоубийствените обесвания и могат да се появят много по-често при удушаване“. Баден заявява, че според него доказателствата сочат по-скоро убийство, отколкото самоубийство.

### Последна воля
На 18 август 2019 г. е съобщено, че Джефри Епстийн е подписал последната си воля и завещание на 8 август 2019 г., два дни преди смъртта си. До този момент той депозира пари в сметки на други затворници, за да избегне нападение. Подписването на завещанието е засвидетелствано от двама адвокати, които го познават. Завещанието незабавно дарява всички негови активи и всички активи, останали в наследството му, на тръст и посочва двама дългогодишни служители като изпълнители.

### Погребение
След аутопсията тялото на Епстийн е взето от брат му Марк. На 5 септември 2019 г. то е погребано в необозначен гроб до тези на родителите му в гробището в Палм Бийч, Флорида. Имената на родителите му също са премахнати от надгробната им плоча, за да се предотврати вандализъм.

### Разследвания
В допълнение към разследването от ФБР главният прокурор Бар нарежда разследване от Министерството на правосъдието. Той казва, че е ужасен от смъртта на Епстийн във федералния арест. Два дни по-късно Бар казва, че са установени сериозни нередности в работата на затвора с Епстийн, обещавайки „Ще стигнем до дъното на случилото се и ще има отговорност“.
На 14 август 2019 г. съдия Ричард М. Берман, който наблюдава наказателното дело на Епстийн, пише до надзирателя на Метрополния изправителен център, питайки дали разследването на очевидното самоубийство на милионера ще включва разследване на неговите предишни наранявания. Съдия Бърман пише, че доколкото му е известно, инцидентът никога не е било категорично обяснен.
Президентът на Американската федерация на държавните служители (Local 3148) казва, че Метрополният изправителен център функционира с по-малко от 70% от необходимите служители и това принуждава мнозина да работят извънреден труд с 60 до 70-часова работна седмица. В предишни показания в Конгреса главният прокурор Бар признава, че в системата на затворите не достигат около 4000 до 5000 служители и той е предприел стъпки за наемане на достатъчно нови служители.
Адвокатите на Епстийн искат от съдия Бърман да проучи смъртта на техния клиент, твърдейки, че могат да предоставят доказателства, че инцидентът, довел до смъртта му, прилича повече на нападение, отколкото на самоубийство.
Една седмица след подписването на окончателното му завещание е съобщено, че поне една камера в коридора пред килията му има запис, който е неизползваем, въпреки че в района са записани други кадри. Двете повредени камери пред килията му са изпратени в криминална лаборатория на ФБР за изследване. Федералните прокурори разпитват до 20 служители на затвора във връзка със смъртта на Епстийн.
След като видеозаписите разкриват, че Епстийн не е проверяван цели осем часа преди да бъде открит мъртъв в килията си, на 19 ноември 2019 г. федералните прокурори обвиняват пазачите Майкъл Томас и Това Ноел във фалшифициране на записи и в заговор за измама. На 22 май 2021 г. двамата пазачи признават, че са фалшифицирали записи, но сключват споразумение за отложено наказателно преследване Като част от споразумението, на 25 май и двамата се признават за виновни. Те са осъдени на шест месеца затвор и 100 часа общественополезен труд. 

## В популярната култура
Смъртта на Джефри Епстийн пораждастава широк дебат. Фразата „Джефри Епстий не се е самоубил“ (на английски: Epstein didn't kill himself) се отнася до множество теории на конспирацията около смъртта му, които оспорват официалното, но спорно решение за самоубийство чрез обесване. Фразата става популярен интернет мем, набирайки популярност през ноември 2019 г., когато повечето от обстоятелствата около смъртта му стават публични. Мемът се появява на множество телевизионни спортни игри под формата на знаци и боядисани тела. Няколко души също произволно вмъкват фразата в края на интервюта. Използва се от лица от всички страни на политическия спектър без съгласие относно конкретните подробности за смъртта на Епстийн.
Хоум Бокс Офис създава сериал за живота и смъртта му с режисьор и изпълнителен продуцент Адам Маккей. Сони Пикчърс Телевижън допълнително разработва минисериал за живота му. Във финала на четвъртия сезон на сериала на Си Би Ес "Добрата битка“ (The Good Fight) сюжетът се върти около смъртта му. Премиерата на документалната поредица на Нетфликс „Джефри Епстийн: гнусно богат“ (Jeffrey Epstein: Filthy Rich) е през май 2020 г. Премиерата на документалния филм за целия му живот Surviving Jeffrey Epstein е през август 2020 г.
На 1 юли 2020 г. пред кметството в Албъкърки, Ню Мексико се появява мистериозно негова статуя, която бързо е премахната.
Кадри с Тръмп и Епстийн, които говорят на парти в клуба на Тръмп Мар-а-Лаго през 1992 г., се появяват в комедийния филм „Борат 2“ от 2020 г., където те са показани като вдъхновяващи Борат да подари тийнейджърската си дъщеря на някого от вътрешния кръг на Тръмп (като Борат избира отначало Майк Пенс, а по-късно Руди Джулиани). По-късно във филма едно от децата на Борат променя името си на Джефри Епстийн.